# Il Libro del Signore di Shang
Il libro del Signore di Shang (商君書T, Shāng Jūn ShūP o colloquialmente ShāngziP, 商君書T) è un trattato politico attribuito a Shang Yang, legato alla corrente di filosofia del diritto nota come legismo.
Il testo del trattato come si presenta oggi è in più punti corrotto, presenta numerose aporie ed è sicuramente frutto di diverse stratificazioni posteriori al testo originale. Per questo motivo l'attribuzione a Shang Yang è tuttora incerta.
Il trattato pone al di sopra di tutto la legge, la cui osservanza da parte del popolo (considerato come una massa egoista e ignorante) è l'unica garanzia di stabilità e ordine nello stato.

## Contenuti

### Capitoli
| Numero | Titolo | Traduzione                           | Note    |
| ------ | ------ | ------------------------------------ | ------- |
| 1.     | 更 法  | La riforma della legge               |         |
| 2.     | 墾 令  | Ordine di coltivare le terre incolte |         |
| 3.     | 農 戰  | Agricoltura e guerra                 |         |
| 4.     | 去 彊  | Eliminazione della forza             |         |
| 5.     | 說 民  | Discussione sul popolo               |         |
| 6.     | 算 地  | Il calcolo delle terre               |         |
| 7.     | 開 塞  | Apertura e sbarramento               |         |
| 8.     | 壹 言  | L'unificazione delle parole          |         |
| 9.     | 錯 法  | Stabilire le leggi                   |         |
| 10.    | 戰 法  | Il metodo di fare la guerra          |         |
| 11.    | 立 本  | Stabilire le cose fondamentali       |         |
| 12.    | 兵 守  | La difesa militare                   |         |
| 13.    | 靳 令  | Rendere severi gli ordini            |         |
| 14.    | 修 權  | Coltivazione della retta norma       |         |
| 15.    | 徠 民  | Incoraggiare l'immigrazione          |         |
| 16.    | 刑 約  | Compendio delle pene                 | perduto |
| 17.    | 賞 刑  | Ricompense e punizioni               |         |
| 18.    | 畫 策  | Politica                             |         |
| 19.    | 境 內  | Entro i confini                      |         |
| 20.    | 弱 民  | Indebolire il popolo                 |         |
| 21.    | --     | --                                   | perduto |
| 22.    | 外 內  | Affari esterni e interni             |         |
| 23.    | 君 臣  | Principe e ministro                  |         |
| 24.    | 禁 使  | Divieti e incoraggiamenti            |         |
| 25.    | 慎 法  | Prestare attenzione alla legge       |         |
| 26.    | 定 分  | Fissare diritti e doveri             |         |
| 27.    | --     | --                                   | perduto |
| 28.    | --     | --                                   | perduto |
| 29.    | --     | --                                   | perduto |

### Argomenti
- I soli mezzi per rendere prospero un paese sono agricoltura e guerra.
- Onori e cariche vanno conferiti solo per merito acquisito in agricoltura e in guerra. Se infatti vi saranno altri modi per ottenere onori e cariche, tutti preferiranno farsi strada con attività più piacevoli di agricoltura e guerra e penseranno al proprio tornaconto personale invece che quello dello stato e ci sarà disordine.[2].
- Le tasse vanno riscosse secondo la quantità di grano prodotta.
- È necessario porre barriere alle attività secondarie: proibizione del commercio del grano, divieto di assumere servi.
- Gli spostamenti delle persone e il commercio vanno disincentivati: abolizione delle locande e divieto di cambiare dimora.
- Aumento delle tasse sui beni di lusso come vino e carne.
- Auspicio per una eliminazione della moneta (oro) e un ritorno allo scambio (grano).
- Inasprimento delle pene e estensione delle stesse ai parenti.
- Protezionismo fiscale.
- Necessità di conoscere sempre il numero della popolazione attiva.
- Non sempre, seguendo quanto tramandato dalle tradizioni antiche, si agirà bene nell'amministrazione dello stato, ma piuttosto si agirà bene se si saprà riformare le consuetudini secondo quanto è opportuno nel presente.
- La semplicità e la chiarezza della legge sono la garanzia contro il dilagare di abilità, astuzia, sofismi.
- I responsabili della decadenza di uno stato sono i parassiti: Shijing, Shujing riti, musica, virtù, morale, benevolenza, integrità, sofismi, intelligenza, pietà filiale, dovere fraterno[3].
- Per non far crescere al suo interno i parassiti e mantenere la sua forza lo stato dovrà fare la guerra ai suoi vicini.
- Perché lo stato sia forte, bisogna che la legge abbia un valore supremo. Perché la legge sia suprema deve essere efficace e incutere timore. Per questo il popolo va reso debole attraverso pene severe e lievi ricompense. Le pene severe infatti generano timore, che si tradurrà in coraggio in battaglia. Le trasgressioni lievi vanno considerate gravi[4].
- Lo stato deve avere funzionari malvagi, cioè che abbiano divergenze con gli altri e che li spiino[5]. Questi funzionari malvagi sono infatti la garanzia che i reati vengano puniti.
- Deve essere lo stesso popolo che si controlli vicendevolmente, in modo che la legge venga stabilita e rispettata dal basso, non calata dall'alto, attraverso gli ordini del sovrano. Solo in questo modo il popolo avrà una identità di vedute su tutto, sarà compatto e ognuno non penserà ai propri egoistici interessi.
- Un rango elevato o dei meriti pregressi non devono impedire l'applicazione di punizioni per demeriti.
- Importanza della statistica e di un buon metodo (entrambi espressi in cinese con il termine shu)[6]: corretti rilievi topografici, corretta proporzione tra popolazione e territorio abitabile e coltivabile e cura solo di agricoltura e guerra.